# Perlino

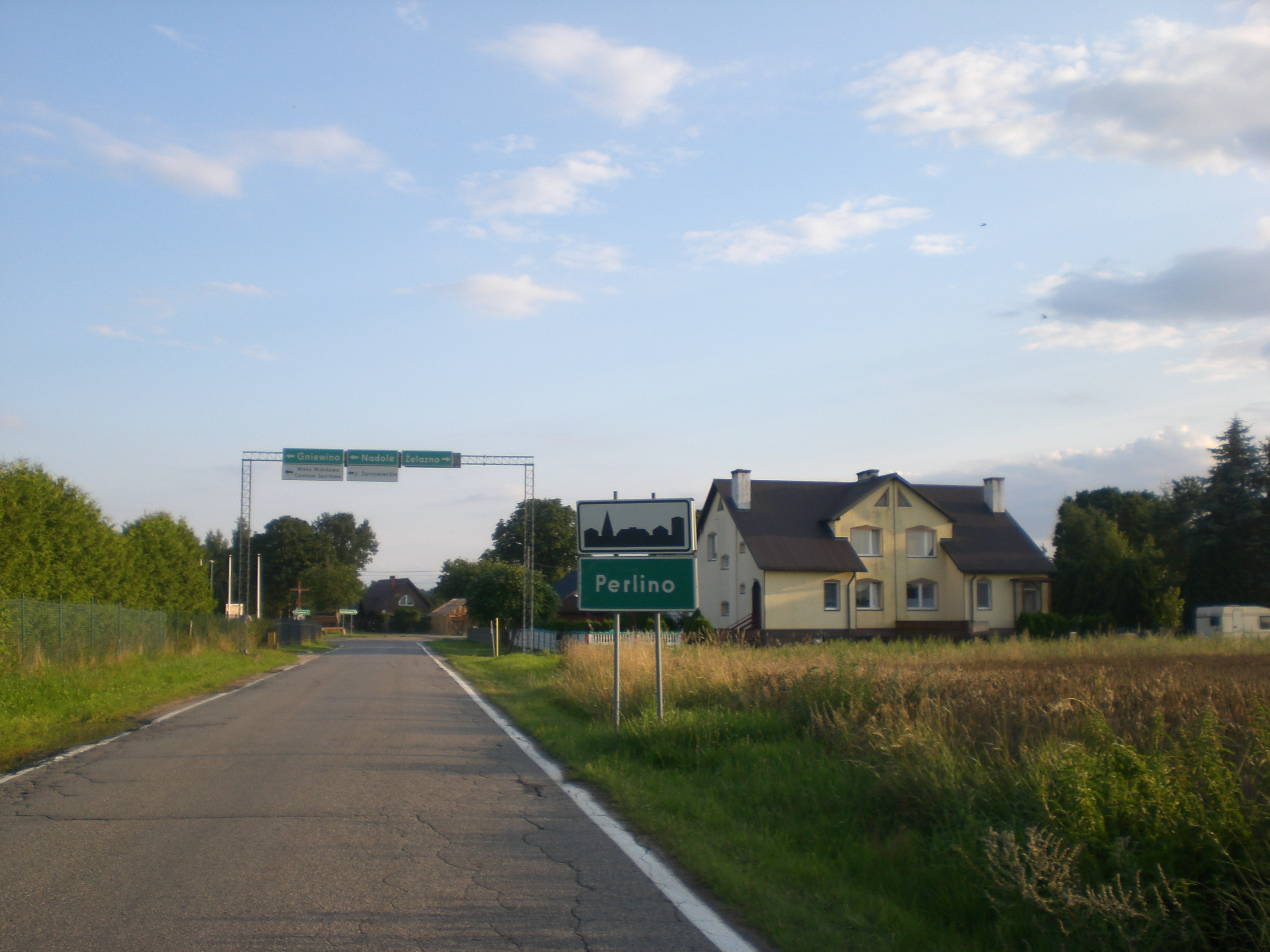
Perlino, 2023

Perlino [pɛrˈlinɔ]  (deutsch Perlin) ist ein kaschubisches Dorf mit rund 375 Einwohnern in der Landgemeinde Gniewino im Kreis Wejherowski der Woiwodschaft Pommern im Norden Polens. Zu Perlino gehört der Ortsteil Perlinko (deutsch Klein-Perlino).
Das Dorf liegt in Hinterpommern, etwa zwölf Kilometer von der Ostseeküste entfernt, nahe dem Chottschower See (poln. Jezioro Choczewskie), etwa 4 Kilometer westlich von Gnewin, 24 km nordwestlich von Wejherowo und 60 km nordwestlich der Regionalhauptstadt Danzig. 
In Perlino gibt es neben Bauernhöfen und Ferienhäusern eine Molkerei. Einzelheiten zur Geschichte der Region findet man unter Geschichte Pommerns.